# روان (إيوان)
روان (بالفارسية: روان) هي قرية تقع في قسم زرنة الريفي (مقاطعة إيوان) في إيران.